# Prix Sport Ivoire
Le Prix Sport Ivoire est une récompense donnée chaque année, au meilleur sportif ivoirien de la saison. Créé en 2006 par l'organe de presse en ligne www.sport-ivoire.ci, le lauréat est désigné par vote par les journalistes sportifs et par le public sur le site web de Sport Ivoire.

## Lauréats
- 2006 : Kolo Touré
- 2007 : Didier Drogba
- 2008 : Yaya Touré
- 2009 : Yaya Touré[1]
- 2010 : Gervinho[1]
- 2011 : Gervinho
- 2012 : Didier Drogba
- 2013 : Yaya Touré[2]
- 2014 : Yaya Touré
- 2015 : Max-Alain Gradel[3]